# République bosniaque
Ne doit pas être confondu avec République de Bosnie-Herzégovine ou Bosnie-Herzégovine.
La République musulmane bosnienne, la République bosniaque (en serbo-croate Bošnjačka republika), la République musulmane (Muslimanska republika), la République bosniaco-musulmane (Bošnjačko-muslimanska republika) ou encore simplement l'État bosniaque (Bošnjačka država) est une entité proposée par les nationalistes serbes et croates pendant la guerre de Bosnie-Herzégovine lorsque des plans furent préparés pour partitionner la Bosnie-Herzégovine. Cette entité aurait consolidé les territoires habités par les Bosniaques (appelés Musulmans en tant nationalité au sein de l'ex-Yougoslavie communiste) en un État-nation bosniaque. Cet État imaginaire est le résultat de la propagande des nationalistes de Serbie et de Croatie qui prétendaient que les musulmans de Bosnie voulaient créer un État islamique. L'histoire fictive de sa création a servi à ces nationalistes à légitimer l'agression contre la Bosnie et les musulmans en Bosnie comme une défense des Serbes, des Croates et de l'Europe chrétienne contre la menace de l'islamisme,,. Le résultat fut la non-intervention de l'Europe pendant la guerre de Bosnie-Herzégovine alors qu'un génocide était perpétré contre les Bosniaques au XXe siècle. Cette propagande est toujours présente aujourd'hui.
La Déclaration islamique d'Alija Izetbegović est souvent présentée comme la preuve de l'intention de créer une république islamique en Bosnie-Herzégovine. Dans cette déclaration, Izetbegović parle de l'islam et des musulmans dans le monde en général et jamais de la formation d'un État islamique en Bosnie-Herzégovine.
« À aucun moment, les dirigeants du SDA ne demandent l’instauration de la charia ou d’une république islamique, Alija Izetbegović lui-même estimant qu’« un ordre islamique n’est pas possible » en Bosnie-Herzégovine, car un tel projet « ne rencontrerait aucun écho chez les gens » », confirme l'historien Xavier Bougarel.
En raison du mélange ethnique, qui est le résultat de siècles de vie commune des peuples de Bosnie, la création d'États séparés et ethniquement purs en Bosnie est impossible sans le nettoyage ethnique, des massacres et du génocide.
Le nettoyage ethnique de la Bosnie-Herzégovine et la division expansionniste des territoires que la Serbie et la Croatie considèrent comme les leurs, feraient du reste du pays un petit État pour les musulmans. De cette façon, ce sont les nationalistes de Serbie et de Croatie qui font l'État islamique en Europe, pas les Bosniaques, qui proposent eux une Bosnie multiethnique.
L'accord de Graz sur le partage de la Bosnie entre la Serbie et la Croatie, qui n'a pas abouti, prévoyait un petit État tampon bosniaque, appelé péjorativement le « pachalouk d'Alija » sur une carte présentée lors des discussions. Certains plans de paix pour la Bosnie, afin d'arrêter la guerre, proposaient des divisions ethniques, mais cela ne convenait pas aux nationalistes qui voulaient des territoires continus qu'ils annexeraient à la Serbie et à la Croatie voisines. Le plan Owen-Stoltenberg (juillet 1993) aurait donné aux Bosniaques 30 % du territoire de la Bosnie-Herzégovine, comprenant environ 65 % de la population bosniaque (selon le recensement de 1991). 
Les accords de Dayton (novembre-décembre 1995) conclurent la guerre et créèrent la république fédérale nommée simplement Bosnie-Herzégovine, constituée de deux entités : la fédération de Bosnie-et-Herzégovine, habitée par les Bosniaques et les Croates, et la république serbe de Bosnie, habitée par les Serbes. Comme le note Niels van Willigen, expert en relations internationales, « Alors que les Croates bosniens et les Serbes bosniens pouvaient s'identifier respectivement à la Croatie et à la Serbie, l'absence d'un État bosniaque a fait s'engager fermement les Bosniaques pour que la Bosnie soit une seule entité politique. ».
Bien que les accords de Dayton garantissent l'intégrité territoriale et la souveraineté de la Bosnie-Herzégovine et ne permettent aucune sécession unilatérale, les revendications territoriales des États voisins nourrissent des mouvements sécessionnistes et la volonté de diviser la Bosnie persiste après la guerre et même aujourd'hui,. 
Des Bosniaques laïcs ont prévenu qu'une partition de la Bosnie-Herzégovine conduirait leur peuple vers le fondamentalisme islamique. Il y a eu des propositions en faveur de la sécession de la République serbe de Bosnie, ainsi que d'autres pour sa suppression. La création proposée d'une entité croate produirait de fait une entité bosniaque (Bošnjački entitet). L'annexion des entités serbe et croate à la Serbie et à la Croatie laisserait l'entité bosniaque comme une République bosniaque (État islamique).
Les accords de Dayton, avec toutes ses lacunes et contradictions qui doivent être résolues pour que l'État fonctionne normalement, est le seul véritable garant de la paix dans ce domaine.
Selon Paul Garde, un État multiethnique est la seule solution pour la Bosnie-Herzégovine.